# Mercado Central de Salamanca

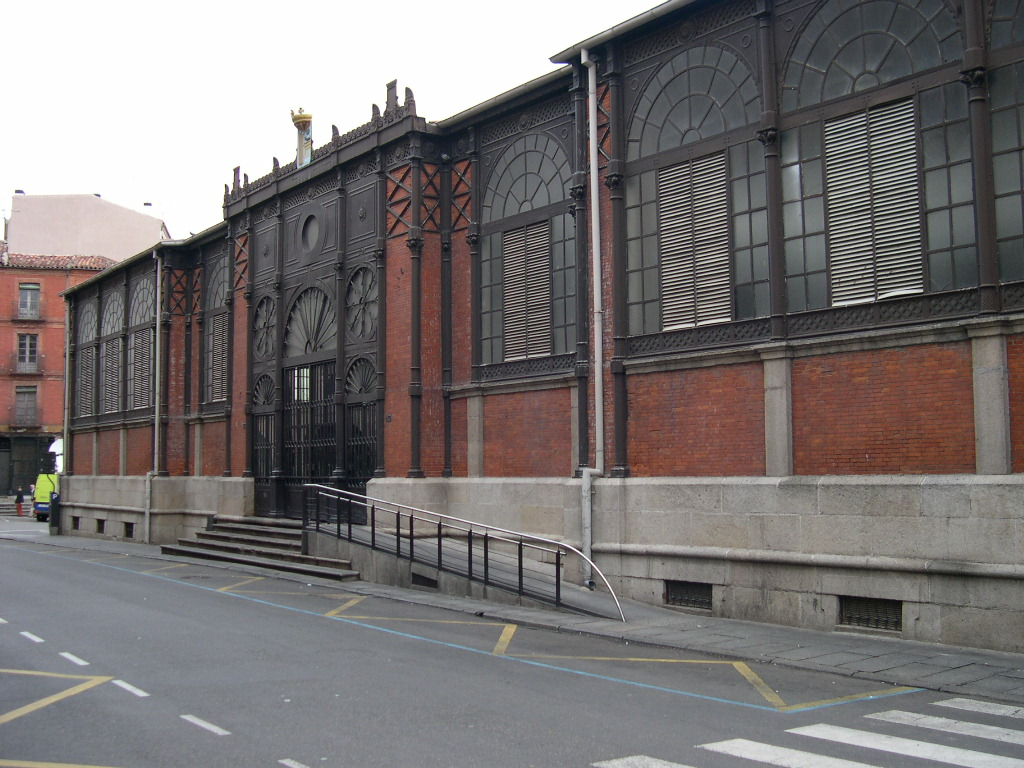
Fachada exterior del mercado

El Mercado Central de Salamanca (denominado oficialmente como Mercado Central de Abastos de Salamanca) es un mercado de abastos en la ciudad de Salamanca (España). Se encuentra ubicado en el centro de la plaza del Mercado adyacente a la Plaza Mayor (por los Portales de San Antonio). Fue diseñado por el arquitecto jerezano Joaquín de Vargas y Aguirre (autor también de la Casa Lis para Miguel Lis) a comienzos del siglo XX. En su interior se ofrecen a la venta los ingredientes típicos de la gastronomía de la provincia de Salamanca. El mercado fue restaurado en 2001.

## Historia
El mercado se ubica en los orígenes del siglo XII y XIII en la plaza llamada Azogue Viejo junto a la Catedral Vieja de Salamanca. Al cabo del tiempo el mercado se traslada a la plaza que se encontraba en torno a iglesia de San Martín en medio de la "plaza de San Martín" (previa a la actual Plaza Mayor) que era una plaza de grandes dimensiones. Durante el periodo que va desde el año 1729 al 1756 se produjo la construcción de la plaza tal como está actualmente. El Ayuntamiento de Salamanca se encargó de la distribución de alimentos en la ciudad desde el siglo XVIII, quedando relegado a un espacio adyacente convertido en la Plaza del Mercado (en la denominada Plaza de Verdura).

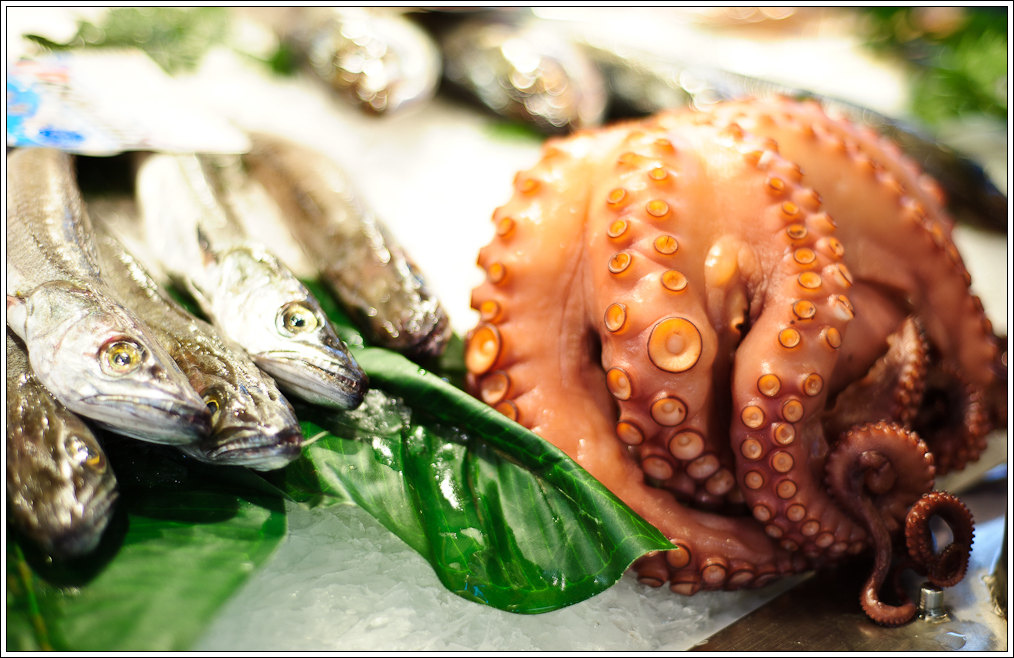
Productos en el mercado

Pronto se pensó, gracias a las ideas higienistas de comienzos de finales del siglo XIX ofrecer a los salmantinos un mercado cubierto. A finales del siglo XIX el ayuntamiento realiza un concurso que finalmente gana el arquitecto jerezano Joaquín de Vargas y Aguirre que diseñe y ejecute el edificio. Durante el periodo de 1899-1909 se realiza. Las dificultades económicas retrasaron la obra por un periodo de once años. Finalmente se inaugura el 15 de abril de 1909.

## Características
El mercado ha sufrido desde su construcción dos rehabilitaciones durante del siglo XX, la primera fue en el año 1993 de forma parcial. La segunda fue en 2001. La estructura se realiza en pilares y vigas metálicas. 